# Võ Quý
Võ Quý (* 31. Dezember 1929 in der Provinz Hà Tĩnh, Französisch-Indochina; † 10. Januar 2017 in Hanoi) war ein vietnamesischer Ornithologe und Hochschullehrer.

## Leben
Quý wurde in einem kleinen Dorf in der Zentralprovinz Hà Tĩnh geboren. Er entwickelte von Kindheit an ein reges Interesse an Vögeln und war mit 12 Jahren in der Lage, die meisten der Arten zu identifizieren, die in der Nähe seines Dorfes vorkamen. Während des Krieges gegen die französische Kolonialherrschaft ging er nach China und studierte Biologie am vietnamesischen Lehrerausbildungsinstitut, das von der Regierung in der chinesischen Provinz Guangxi eingerichtet wurde. 1954 kehrte er nach Vietnam zurück und half 1956 bei der Gründung der Universität von Hanoi (seit 1993 Vietnam National University, Hanoi), wo er in der zoologischen Abteilung unterrichtete. In den frühen 1960er Jahren studierte er an der Universität Moskau und promovierte in Ornithologie. Danach kehrte er als Dozent an die Universität Hanoi zurück, wo er später zum Professor ernannt wurde.
Quys Arbeit beschränkte sich nicht auf das Feld oder das Labor: Er nutzte oft seinen Einfluss als einer der führenden Naturforscher Vietnams, um für eine Politik einzutreten, die darauf abzielte, wirtschaftliche Entwicklung und Umweltschutz miteinander in Einklang zu bringen, darunter den ersten Aktionsplan zur biologischen Vielfalt des Landes. Dieser Einfluss war zum Teil ein Ergebnis seiner Verbindungen in der regierenden Kommunistischen Partei. Sein engster politischer Verbündeter war General Vo Nguyen Giap, ein militärischer Vordenker, der den Weg für die vietnamesische Unabhängigkeit ebnete, indem er die Franzosen 1954 in der Schlacht von Dien Bien Phu besiegte und später ein leidenschaftlicher Umweltschützer wurde. Quý initiierte die Erforschung der Auswirkungen des Vietnamkrieges auf die Umwelt. 1971 und anschließend 1974 leitete er das erste Team von Umweltwissenschaftlern, das sich weiter südlich des 17. Breitengrades aufmachte, um die Umweltschäden zu untersuchen, die durch Bomben, Herbizide (Agent Orange/Dioxin), Bulldozer und Napalm verursacht wurden. Diese Reisen führten 1995 zur Einrichtung des ersten nationalen Umweltforschungsprogramm zum Thema Rationelle Nutzung natürlicher Ressourcen und Umweltschutz in Vietnam. Er half bei der Planung staatlicher Wiederaufforstungsprogramme und 1962 engagierte er sich bei der Ausweisung des ersten Nationalparks Vietnams.
Als Zoologe und Ornithologe hat er viele Jahre lang Bestandsaufnahmen der Fauna Vietnams durchgeführt und das erste Zoologische Museum in Vietnam gegründet. Sein Werk The Birds of Vietnam, das 1975 und 1981 in zwei Bänden erschien, ist das erste zoologische Buch eines vietnamesischen Wissenschaftlers mit der Beschreibung von 774 Arten (und 1004 Unterarten) von Vögeln Vietnams und ihren biologischen Daten. 1989 war er Co-Autor der IUCN-Publikation The Kouprey: An Action Plan for Its Conservation. Quýs Bibliografie umfasst 16 Bücher (davon 8 als Co-Autor\Herausgeber) und mehr als 140 wissenschaftliche Aufsätze und Berichte über Ornithologie, nachhaltige Nutzung natürlicher Ressourcen, Erhaltung der Natur und der wildlebenden Tiere, Umweltschutz, Biodiversität, nachhaltige Entwicklung, Sozioökonomie sowie die Langzeitwirkung von Herbiziden auf Umwelt und lebende Ressourcen.
1965 beschrieb er den Vietnamfasan (Lophura hatinhensis), der jedoch seit dem Jahr 2012 als Population des Edwardsfasans (Lophura edwardsi) angesehen wird.
Quý war mit Le Thi Thanh verheiratet, mit der er zwei Söhne hatte.
Gegen Ende seiner Karriere moderierte er eine beliebte Sendung über die Umwelt im staatlichen vietnamesischen Fernsehen. Die Kinder lernten ihn als Professor Bird kennen.

## Auszeichnungen
1988 wurde Quý für seine Verdienste um den Umwelt- und Naturschutz mit der Goldmedaille des WWF ausgezeichnet. 1992 erhielt er den Global-500 Award vom United Nations Environment Program. 1994 wurde er mit der John Phillips Medal der International Union for the Protection of Nature (IUCN) ausgezeichnet. 2003 erhielt er den Blue Planet Prize der Asahi Glass Foundation.